# Gumaelius

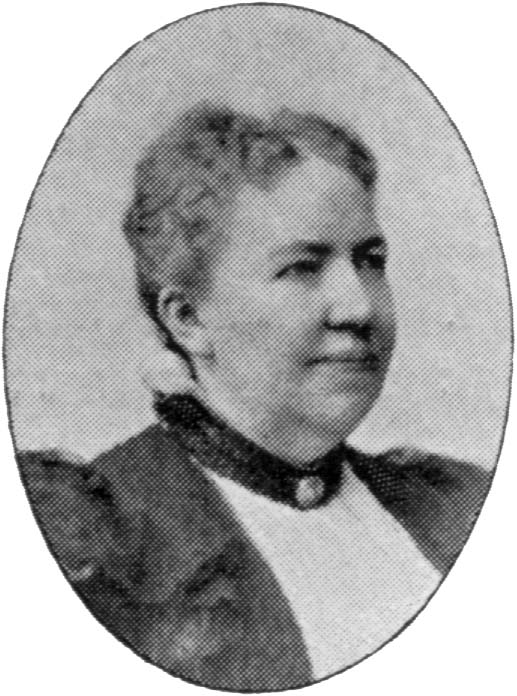
Sofia Lovisa Gumælius.

Gumaelius (eller Gumælius) är en svensk släkt, bördig från Jönköpings län. Släktens stamfader är bonden Magnus i Gummarp i Torskinge som levde under 1500-talet. Kyrkoherden i Torskinge socken, Jonas Gumaelius (1611–1680) upptog namnet.

## Kända släktmedlemmar
- Wilhelm Gumælius (1789–1877), kontraktsprost och riksdagsman
- Otto Joel Gumælius (1791–1876, bror till Wilhelm), rektor, grundade 1843 Nerikes Allehanda
  - Arvid Gumælius (1833–1908), riksdagsman
    - fosterson Torsten Hummel-Gumælius (1873–1929) industriman, Arvid Gumælius var i sitt andra gifte gift hans mor
      - Sten Hummel-Gumælius (1906–1986), arkitekt

  - Otto Joel Gumaelius (1835–1899), geolog
  - Sofia Lovisa Gumaelius (1840–1915), grundade 1877 Gumaelius reklambyrå
- Arvid Gumælius (1874–1960), ingenjör
- Arvid S:son Gumælius (1867–1944), ingenjör, lät 1924 uppföra Villa Gumælius i Stockholm